# GNU 스몰토크
GNU 스몰토크(GNU Smalltalk)는 GNU 프로젝트의 스몰토크 프로그래밍 언어 구현체이다.
다른 스몰토크 환경과 달리, 이 구현체는 텍스트 파일을 프로그램 입력으로 사용하고 내용을 스몰토크 코드로 해석한다. 이 방식은 GNU 스몰토크가 전통적인 스몰토크 방식의 환경이라기보다는 인터프리터처럼 작동하게 만든다.
GNU 스몰토크는 바인딩을 포함하며, SQLite, libSDL, 카이로, Gettext, Expat을 포함한 많은 자유 소프트웨어 라이브러리를 지원한다.

## 예시
이 예시들은 GNU 스몰토크 3.0 이상 버전에서만 작동한다. 고전적인 Hello world 예시:
```
'Hello World!'
 
displayNl

```

일부 기본적인 스몰토크 코드:
```
"리터럴을 포함한 모든 것은 객체이므로 다음이 작동합니다:"

-199
 
abs
                                                
"199"

'
gst
 
is
 
cool
'
 
size
                                      
"11"

'
Slick
'
 
indexOf:
 
$c
                                      
"4"

'
Nice
 
Day
 
Isnt
 
It?
'
 
asLowercase
 
asSet
 
asSortedCollection
 
asString
  
"′?acdeinsty"

```

### 컬렉션
배열 구성 및 사용:
```
a
 
:=
 
#(
1
 
'hi'
 
3.14
 
1
 
2
 
(
4
 
5
))

a
 
at:
 
3
        
"3.14"

a
 
reverse
      
"((4 5) 2 1 3.14 'hi' 1)"

a
 
asSet
        
"Set(1 'hi' 3.14 2 (4 5))"

```

해시 구성 및 사용:
```
hash
 
:=
 
Dictionary
 
from:
 { 
'water'
 
->
 
'wet'
.
 
'fire'
 
->
 
'hot'
 }
.

hash
 
at:
 
'fire'
     
"Prints:  hot"

hash
 
keysAndValuesDo:
 [ 
:
k
 
:
v
 
|

        (
'%1 is %2'
 
%
 { 
k
.
 
v
 }) 
displayNl
 ]

"출력:  water is wet

          fire is hot"

hash
 
removeKey:
 
'water'
  
"'water' -> 'wet' 삭제"

```

### 블록과 이터레이터
블록을 클로저로 매개변수 전달:
```
"블록을 기억합니다."

remember
 
:=
 [ 
:
name
 
|
 (
'Hello, %1!'
 
%
 { 
name
 }) 
displayNl
 ]
.

"적절한 시기에 -- 클로저를 호출합니다!"

remember
 
value:
 
'world'

"=> 'Hello, world!'"

```

메서드에서 클로저 반환:
```
 
Integer
 
extend
 [
     
asClosure
 [
         
|
 value 
|

         
value
 
:=
 
self
.

         
^
{ [ 
:
x
 
|
 
value
 
:=
 
x
 ]
.
 [ 
value
 ] }
     ]
 ]

 
blocks
 
:=
 
10
 
asClosure
.

 
setter
 
:=
 
blocks
 
first
.

 
getter
 
:=
 
blocks
 
second
.

 
getter
 
value
        
"=> 10"

 
setter
 
value:
 
21
    
"=> 21"

 
getter
 
value
        
"=> 21"

```

블록을 사용하여 호출자에게 정보 다시 보내기:
```
 
Integer
 
extend
 [
     
ifEven:
 
evenBlock
 
ifOdd:
 
oddBlock
 [
         
^
self
 
even

             
ifTrue:
 [ 
evenBlock
 
value:
 
self
 ]
             
ifFalse:
 [ 
oddBlock
 
value:
 
self
 ]
     ]
 ]

```

위 메서드를 호출하고 블록을 전달:
```
10
 
ifEven:
 [ 
:
n
 
|
 
n
 
/
 
2
 ] 
ifOdd:
 [ 
:
n
 
|
 
n
 
*
 
3
 
+
 
1
 ]    
"=> 5"

```

블록을 사용하여 열거형 및 배열 반복:
```
array
 
:=
 
#(
1
 
'hi'
 
3.14
)

array
 
do:
 [ 
:
item
 
|
 
item
 
displayNl
 ]

"=> 1"

"=> hi"

"=> 3.14"

(
3
 
to:
 
6
) 
do:
 [ 
:
item
 
|
 
item
 
displayNl
 ]

"=> 3"

"=> 4"

"=> 5"

"=> 6"

```

`inject:into:`와 같은 메서드는 매개변수와 블록을 모두 허용할 수 있다. 이 메서드는 목록의 각 멤버를 반복하며, 집계를 유지하면서 일부 함수를 수행한다. 이는 함수형 프로그래밍 언어의 foldl 함수와 유사하다. 예를 들어:
```
#(
1
 
3
 
5
)
 
inject:
 
10
 
into:
 [ 
:
sum
 
:
element
 
|
 
sum
 
+
 
element
 ] 
"=> 19"

```

첫 번째 전달에서 블록은 10(inject에 대한 인수)을 sum으로, 1(배열의 첫 번째 요소)을 element로 받는다. 이는 11을 반환한다. 11은 다음 전달에서 sum이 되어 3과 더해져 14가 된다. 14는 다시 5와 더해져 최종적으로 19를 반환한다.
블록은 많은 내장 메서드와 함께 작동한다:
```
(
File
 
name:
 
'file.txt'
) 
withWriteStreamDo:
 [ 
:
file
 
|

        
file
 
nextPutAll:
 
'Wrote some text.'
;
 
nl
 ]

"파일은 여기서 자동으로 닫힙니다."

(
File
 
name:
 
'file.txt'
) 
linesDo:
 [ 
:
each
 
|

        
each
 
displayNl
 ]

"=> Wrote some text."

```

열거와 블록을 사용하여 1부터 10까지의 숫자를 제곱하기:
```
(
1
 
to:
 
10
) 
collect:
 [ 
:
x
 
|
 
x
 
squared
 ] 
"=> [1, 4, 9, 16, 25, 36, 49, 64, 81, 100]"

```

### 클래스
다음 코드는 Person이라는 클래스를 정의한다. Magnitude에서 상속받음으로써, 하나의 비교 메서드(<)를 제외한 모든 비교 메서드가 자동으로 정의된다. 이 하나의 메서드를 추가하면 asSortedCollection이 나이순으로 정렬할 수 있다. 객체가 인쇄/표시되는 방식(기본값은 프로그래머 출력과 사용자 표시 표현을 공유함)을 printOn:을 오버라이드하여 재정의할 수 있음에 유의하라.
```
Magnitude
 
subclass:
 
Person
 [
    
|
 name age 
|

    
Person
 
class
 
>>
 
name:
 
name
 
age:
 
age
 [
        
^
self
 
new
 
name:
 
name
;
 
age:
 
age
;
 
yourself

   ]

    
<
 
aPerson
 [ 
^
self
 
age
 
<
 
aPerson
 
age
 ]
    
name
 [ 
^
name
 ]
    
name:
 
value
 [ 
name
 
:=
 
value
 ]
    
age
 [ 
^
age
 ]
    
age:
 
value
 [ 
age
 
:=
 
value
 ]
    
printOn:
 
aStream
 [ 
aStream
 
nextPutAll:
 (
'%1 (%2)'
 
%
 { 
name
.
 
age
 }) ]
]

group
 
:=
 {
        
Person
 
name:
 
'Dan'
 
age:
 
23
.

        
Person
 
name:
 
'Mark'
 
age:
 
63
.

        
Person
 
name:
 
'Cod'
 
age:
 
16
.

}.

group
 
asSortedCollection
 
reverse

```

위 코드는 세 이름을 나이 역순으로 출력한다:
```
OrderedCollection (Mark (63) Dan (23) Cod (16) )

```

### 예외
halt 호출로 예외가 발생한다:
```
self
 
halt

```

선택적으로 메시지를 예외에 추가할 수 있다; 다른 종류의 예외를 발생시키는 error:도 있다:
```
self
 
halt:
 
'This is a message'

self
 
error:
 
'This is a message'

```

이것들은 실제 예외 발생 메서드인 signal의 래퍼이다:
```
Error
 
signal

Error
 
signal:
 
'Illegal arguments!'

```

예외는 on:do: 블록으로 처리된다.
```
[ 
something
 
to
 
do
 ]
    
on:
 
Exception

    
do:
 [ 
:
ex
 
|
 
handle
 
exception
 
in
 
ex
 ]

```

물론 특정 예외(및 그 서브클래스)만 잡을 수 있다:
```
[ 
something
 
to
 
do
 ]
    
on:
 
Warning

    
do:
 [ 
:
ex
 
|
 
handle
 
exception
 
in
 
ex
 ]

```

핸들러 절에서 사용할 수 있는 예외 객체를 사용하여 첫 번째 블록을 종료하거나 재개할 수 있다; 종료는 기본값이지만 명시적으로 언급할 수도 있다:
```
[ 
Error
 
signal:
 
'foo'
 ]
    
on:
 
Error

    
do:
 [ 
:
ex
 
|
 
ex
 
return:
 
5
 ]

(
Warning
 
signal:
 
'now what?'
) 
printNl
                       
"=> nil"

[ (
Warning
 
signal:
 
'now what?'
)
        
printNl
 ] 
on:
 
Warning
 
do:
 [ 
:
ex
 
|
 
ex
 
resume:
 
5
 ]    
"=> 5"

```

## 같이 보기
- 스몰토크
- GLASS (소프트웨어 묶음)